# John Peel Sessions (album Laibach)
John Peel Sessions – album grupy Laibach, wydany 10 października 2002. Zawiera utwory powstałe w trakcie dwóch sesji nagraniowych, tzw. Peel Sessions, zrealizowanych w latach 1986/1987 na potrzeby audycji radiowej Johna Peela.

## Lista utworów
1. "Krvana Gruda- Plodna Zemlja" - 4:37
2. "Krst" - 5:00
3. "Life Is Life" - 6:55
4. "Leben - Tod" - 4:02
5. "Trans-National" - 4:48
6. "Krvoprelitje" - 7:17